# Shiv Pandit
Shiv Pandit (Nagpur, 21 giugno 1984) è un attore indiano.

## Filmografia

### Cinema
- Let's Enjoy, regia di Siddharth Anand Kumar e Ankur Tewari (2004)
- The Private Life of Albert Pinto, regia di Sidharth Singh (2008) - cortometraggio
- Aagey Se Right, regia di Indrajit Nattoji (2009)
- Shaitan, regia di Bejoy Nambiar (2011)
- Leelai, regia di Andrew Louis (2012)
- Boss, regia di Anthony D'Souza (2013)
- Mumbai Delhi Mumbai, regia di Satish Rajwade (2014)
- Loev, regia di Sudhanshu Saria (2015)
- 7 Hours to Go, regia di Saurabh Varma (2016)
- Mantra, regia di Nicholas Kharkongor (2017)
- Jai Mata Di, regia di Navjot Gulati (2017) - cortometraggio
- Bulbul, regia di Ashish Panda (2017) - cortometraggio
- Joyride 2018, regia di Fardeen Khan (2018) - cortometraggio

### Serie TV
- Bombay Talking (2005)
- F.I.R. – serie TV, episodi 1x1-1x2-1x3 (2006)
- Rishta.com – serie TV, episodi 1x5-1x19 (2010)